# フィグゼイト -地獄の英雄伝説-
『フィグゼイト -地獄の英雄伝説-』（FIXEIGHT）は1992年に東亜プランが開発した縦スクロールシューティングゲーム。販売元はタイトー。

## 概要

### ストーリー
異次元から現れた謎の侵略者『ゴッズ』により、人類は滅亡の危機に瀕していた。銀河連邦政府は最終手段として、アステロイド最終刑務所に投獄されていた8人の戦士にゴッズの殲滅を依頼。刑務所からの釈放と引き換えに、ゴッズの本拠地のある惑星フォーチュンへと送りこんだ。

### 解説
1990年に同社が制作した『アウトゾーン』のシステムを踏襲した、任意スクロールタイプのシューティングゲーム（縦型）である。キャラクターを8人から選択でき、シューティングゲームとしては珍しく3人同時プレイが可能となっている。

## ゲーム

### 基本システム
8方向レバーと2ボタン（ショット、ボンバー）によってキャラクターを操作する。ショットは押しっぱなしで連射可能。
制限時間は設けられていないが、同じ場所に留まり続けると後方から永久パターン防止キャラクターが登場する。全7面構成で、残機がゼロになるまでゲームオーバーとはならず何度でもループする。

### ウェポン
各キャラクターは、それぞれ3種類ずつの武器を装備できる。
ウェポンA
ゲーム開始時の武器。レバーを入れた方向に攻撃する。
ウェポンB
レバーに関係なく、前方に攻撃する。
スペシャル
シークレットアイテム（後述）を取ることで使用できる。レバーを入れた方向に攻撃する。
ウェポンAとウェポンBは、ステージ中に設置されている「チェンジプレート」を踏むことで何度でも切り換えられる。スペシャルウェポン装備時にプレートを踏むと、シークレットを取る直前まで使っていた装備に戻る。
また3面と6面にはエアーバイクに乗って戦う場面があり、この時の武器は備付けのマシンガンに統一される。

### アイテム
P
武器が一段階パワーアップする。最高で五段階まで。
B
ボンバーが1個追加される。最大10個まで所持可能。ボンバーを使うと一定時間無敵になり、前方に強力な攻撃を撃ち出す。多人数プレイ時は、全員でストックを共有する。
シークレットアイテム
?の形をしたアイテム。取るとスペシャル、スピードアップ、シールドのいずれかを取得し、既に取得している場合は5000点のボーナスになる。いずれの装備もミスをすると無くなる。
金ののべ棒
100～1000点のボーナス。
女神の像
5000点のボーナス。ステージクリア時には取った数に応じて追加ボーナスがある。

## キャラクター
各キャラクターの違いは武器のみで、移動速度や当たり判定に差はない。声優はEXAレーベルのもの。
ハワード・ヤング
声 - 杉田智和
『地獄の英雄』の異名を持つ、アメリカ連邦国の伝説的戦士。祖国の敗戦により戦犯として投獄された。スタンダードな性能をしている。
- ウェポンA：マシンガン

進行方向に弾を連射する。連射力が高い。
- ウェポンB：ピースマッシャー

前方3方向に弾を連射する。
- スペシャル：イオンレーザー

敵や障害物を貫通するレーザーを発射する。
ルーシー・パメラ
声 - 大本眞基子
無実の罪で投獄された東イギリス王国の王女。ハワード・ヤングに戦闘術を教わった。性能はハワードに近い。
- ウェポンA：マシンガン

ハワードと同じものだが、やや威力が低い。
- ウェポンB：ピースマッシャー

ハワードと同じものだが、やや威力が高い。
- スペシャル：イオンレーザー

ハワード・ヤングと同じもの。
GX-026
声 - 小桜エツコ
ひのもと製6年型の意志を持つ戦闘ロボット。1年間で銀河系惑星を23個破壊した。広範囲攻撃を得意とする。
- ウェポンA：ツイン・ミサイル

V字状2方向に発射するミサイル。
- ウェポンB：FDN・スイーパー

正面方向への連射と共に、前方に直進するミサイルを一定間隔で横に広く並べて発射する。パワーアップするほどミサイルの数が多くなる反面、発射間隔が長くなる。
- スペシャル：バウンド・ボール

画面端や敵、障害物に当たると反射する。
カル・ホーン
声 - 藤沼建人
西アフリカ共産主義国の革命軍リーダー。部下の裏切りにより投獄された。近距離攻撃に強い。
- ウェポンA：テイル・ジェルダー

前後に弾を連射する。
- ウェポンB：エクストラ・ボム

扇状4方向に爆裂弾を連射する。射程は短く、射程限界で爆発する。
- スペシャル：チルト・ウェイト

射程の短い粘着爆弾。着弾すると相手が死ぬか一定時間経過するまで爆発し続ける。
ヴィスタリオ
声 - 山口勝平
オリゴ星出身のトカゲ男。200年に渡って銀河中を荒らし回った宇宙海賊。ウェポンBの破壊力が非常に高い。
- ウェポンA：ジェル・バーナー

進行方向に炎を吐き続ける。射程は若干短い。
- ウェポンB：アシッド・ワイド

通常は前方に弾丸を発射するのみだが、ボタンを一定時間押し続けてから離すと、多方向に強力な弾をばら撒く。
- スペシャル：フールオプション

周囲を回転するオプションが2つ出現し、進行方向に弾を連射する。
ハヤテ・ジグラギ
声 - 堀秀行
現在存在する中で最高の力を持つ忍者。その正体は一切不明。銀河連邦大統領の暗殺未遂により投獄された。分銅の効果が独特。
- ウェポンA：手裏剣

4方向に扇状に広がり、緩く外側へ弧を描く軌道を取る。連射力が高い。
- ウェポンB：分銅

前方に鎖分銅を投げる。敵や障害物に当たると、自機・敵が動いて外れるか死ぬかするまでダメージを与え続ける。範囲は狭いが、分銅と鎖には敵弾を消す効果がある。
- スペシャル：ザ・ゼン

キャラクターの動きをトレースする分身が3体出現する。自機は進行方向に、分身は敵のいる方向に手裏剣を発射する。
アガサ・ボルドゥ
声 - 井上喜久子
イタリア帝国出身の元モデル。恋人に騙されて陸軍に反抗し、反逆罪で投獄された。癖のある武器を使う。
- ウェポンA：ナパーム・ショット

移動方向正面へ弾を連射すると同時に、左右に数回爆風が広がるハンドナパームを一定間隔のタイミングで複数ばら撒く。爆風の密着ヒット時は連続してダメージが与えられる。
- ウェポンB：ホーミング・AF66

射出後に分裂する多弾頭の誘導ミサイル。追尾性能は非常に高いが、連射力は低く分裂から誘導開始までに時間を要する。
- スペシャル：フラッシュマイン

着弾すると広く円形に爆風が広がる。
レムリアス・ランジェロ
声 - 上田陽司
クリスト星出身の鉱物人間。連邦軍の自然破壊に対抗して反乱軍を指揮し、投獄された。クリスタルレーザーを操る。
- ウェポンA：リフレクト・レーザー

画面端や障害物に当たると反射するレーザー。連射力は低い。
- ウェポンB：ワイド・レーザー

キャラクターの左右にオプションが出現し、それぞれ前方と斜め前外方向にレーザーを発射する。威力は高いが隙間が広い。
- スペシャル：ホーミング・レーザー

敵を追尾するレーザー。連射力が低く、弾速も遅い。

## EXAレーベル
2024年に発表。通常版の変更点は以下の通り。
- UIガジェット機能追加
- 声優のボイスが追加
- 4人同時プレイが可能
- モードをORIGINAL'とEXA LABELと極みモードを追加。これらのモードはこのバージョンしか存在しない。
- BGM選択機能の追加（オリジナル、ヨナオケイシによってEXAの新規アレンジ）

## 移植版
| No. | タイトル                                | 発売日             | 対応機種                                                    | 開発元        | 発売元                                   | メディア                                | 型式    | 備考                                                          |
| --- | --------------------------------------- | ------------------ | ----------------------------------------------------------- | ------------- | ---------------------------------------- | --------------------------------------- | ------- | ------------------------------------------------------------- |
| 1   | Fixeight                                | INT 2024年2月1日   | Windows                                                     | Bitwave Games | Bitwave Games                            | ダウンロード （Steam、GOG.com）         | 2023180 |                                                               |
| 2   | Amusement Arcade TOAPLAN                | INT 2024年11月16日 | iOS Android                                                 | TATSUJIN      | TATSUJIN                                 | ダウンロード （App Store、Google Play） | -       | アーケード版の移植 東亜プラン制作のゲーム25本をカップリング。 |
| 3   | 東亜プラン アーケードコレクション VOL 1 | INT 2025年8月28日  | Nintendo Switch PlayStation 4 PlayStation 5 Xbox Series X/S | Bitwave Games | シティコネクション INT Clear River Games | ダウンロード                            | -       | アーケード版の移植                                            |